# 남제주군수
남제주군수는 제주도(현재의 제주특별자치도) 남제주군의 군수이다. 과거 대한민국에 존재했던 기초자치단체장이다. 2006년 남제주군 지역이 서귀포시로 통합되면서 폐지되었다.

## 역대 남제주군수
| 선출 방식 | 대수 | 이름   | 임기                               |
| --------- | ---- | ------ | ---------------------------------- |
| 관선      | 1대  | 김영진 | 1946년 8월 1일 ~ 1946년 11월 4일   |
| 관선      | 2대  | 양치순 | 1946년 11월 5일 ~ 1948년 4월 25일  |
| 관선      | 3대  | 전인홍 | 1948년 4월 26일 ~ 1949년 8월 21일  |
| 관선      | 4대  | 양한종 | 1949년 9월 11일 ~ 1950년 4월 20일  |
| 관선      | 5대  | 양한종 | 1950년 5월 19일 ~ 1953년 9월 15일  |
| 관선      | 6대  | 부대현 | 1954년 7월 5일 ~ 1955년 3월 22일   |
| 관선      | 7대  | 김선옥 | 1955년 3월 23일 ~ 1957년 3월 27일  |
| 관선      | 8대  | 백치규 | 1957년 3월 28일 ~ 1958년 11월 1일  |
| 관선      | 9대  | 김동익 | 1959년 1월 1일 ~ 1959년 9월 11일   |
| 관선      | 10대 | 현창호 | 1959년 9월 12일 ~ 1960년 6월 5일   |
| 관선      | 11대 | 윤원권 | 1960년 6월 6일 ~ 1960년 11월 15일  |
| 관선      | 12대 | 홍태승 | 1960년 11월 16일 ~ 1961년 6월 30일 |
| 관선      | 13대 | 김동익 | 1961년 7월 1일 ~ 1962년 2월 4일    |
| 관선      | 14대 | 부윤경 | 1962년 2월 5일 ~ 1963년 5월 30일   |
| 관선      | 15대 | 강경주 | 1963년 5월 31일 ~ 1964년 7월 19일  |
| 관선      | 16대 | 권동주 | 1964년 11월 20일 ~ 1969년 8월 19일 |
| 관선      | 17대 | 홍주표 | 1969년 8월 20일 ~ 1971년 8월 19일  |
| 관선      | 18대 | 김서연 | 1971년 8월 20일 ~ 1973년 8월 21일  |
| 관선      | 19대 | 윤한병 | 1973년 8월 22일 ~ 1975년 9월 2일   |
| 관선      | 20대 | 현치방 | 1975년 9월 3일 ~ 1978년 4월 28일   |
| 관선      | 21대 | 김윤기 | 1978년 4월 29일 ~ 1978년 10월 30일 |
| 관선      | 22대 | 전창수 | 1978년 10월 31일 ~ 1979년 8월 31일 |
| 관선      | 23대 | 강창수 | 1979년 9월 1일 ~ 1981년 6월 30일   |
| 관선      | 24대 | 안재헌 | 1981년 7월 1일 ~ 1983년 4월 10일   |
| 관선      | 25대 | 김인탁 | 1983년 4월 11일 ~ 1985년 3월 10일  |
| 관선      | 26대 | 김태환 | 1985년 3월 11일 ~ 1988년 2월 10일  |
| 관선      | 27대 | 김인규 | 1988년 2월 11일 ~ 1988년 7월 3일   |
| 관선      | 28대 | 현인철 | 1988년 7월 4일 ~ 1990년 2월 2일    |
| 관선      | 29대 | 이군선 | 1990년 2월 3일 ~ 1991년 5월 6일    |
| 관선      | 30대 | 강완주 | 1991년 5월 7일 ~ 1993년 3월 2일    |
| 관선      | 31대 | 김추영 | 1993년 3월 29일 ~ 1994년 1월 2일   |
| 관선      | 32대 | 강태훈 | 1994년 1월 3일 ~ 1994년 10월 3일   |
| 관선      | 33대 | 강상주 | 1994년 10월 4일 ~ 1995년 6월 30일  |
| 민선      | 34대 | 강태훈 | 1995년 7월 1일 ~ 1998년 6월 30일   |
| 민선      | 35대 | 강태훈 | 1998년 7월 1일 ~ 1999년 8월 19일   |
| 민선      | 36대 | 강기권 | 1999년 10월 9일 ~ 2002년 6월 30일  |
| 민선      | 37대 | 강기권 | 2002년 7월 1일 ~ 2006년 5월 17일   |